# Tetraonyx sexguttata
Tetraonyx sexguttata es una especie de coleóptero de la familia Meloidae.

## Distribución geográfica
Habita en Surinam, Guatemala, Brasil y    México.